# Chính tả tiếng Việt
Chính tả tiếng Việt là sự chuẩn hóa hình thức chữ viết của ngôn ngữ tiếng Việt. Đây là một hệ thống quy tắc về cách viết các âm vị, âm tiết, từ, cách dùng các ký tự dấu câu thể hiện, lối viết hoa. Trong đó, tiếng Việt là tiếng mẹ đẻ của người Việt, ngôn ngữ quốc gia tại Việt Nam với phương châm dùng tiếng nói, chữ viết, giữ gìn bản sắc dân tộc, phát huy phong tục, tập quán, truyền thống và văn hóa tốt đẹp của mình; chính tả là nguyên tắc điều chỉnh ngôn ngữ mang tính định hướng ở hầu hết các ngôn ngữ trên thế giới. Chính tả tiếng Việt hợp thức hóa các nguyên tắc, phương vị khác nhau theo vùng miền, thời gian của tiếng Việt, thống nhất cách viết đáp ứng mục tiêu chính xác.
Tiếng Việt của người Việt trải qua giai đoạn lịch sử lâu dài, nhiều biến đổi. Xuất phát điểm là ngôn ngữ cơ bản không chữ viết, lần lượt thời kỳ vay mượn từ Hán Việt để phong phú ngôn ngữ, tạo chữ Nôm để viết tiếng Việt theo dạng tượng hình và hình thành chữ Quốc ngữ (sử dụng các ký tự Latinh), hệ chữ viết chính thức trên thực tế hiện nay của tiếng Việt. Lịch sử thay đổi, vị trí địa lý cũng thay đổi dẫn tới sự khác biệt nhất định về một số từ vựng, âm thanh giọng nói theo miền Bắc, miền Trung, miền Nam. Trong những thay đổi đó, chính tả tiếng Việt dần dần được xác định ở thời hiện đại.
Chính tả tiếng Việt có: chính tả phổ thông – nhóm cơ bản chiếm phần lớn hệ thống chính tả, đưa vào giảng dạy tại tất cả các trường công lập, thuộc quy định bắt buộc đối với chữ viết; chính tả theo trường hợp – nhóm chính tả có những cách viết khác nhau nhưng đều được chấp nhận, tuy nhiên khuyến khích theo một hướng chung; chính tả văn bản quy phạm pháp luật – nhóm quy định bởi văn bản quy phạm pháp luật, hình mẫu cho cách viết mang tính đồng nhất, khoa học. Các nhóm này đều mang ảnh hưởng lớn tới người Việt, được thể hiện trong đa số văn bản. Ngoài ra, chính tả tiếng Việt vẫn đang tồn tại các vấn đề tranh luận, chưa nhất quán, cách ghi chép và sử dụng khác nhau trên thực tế; chính tả tiếng Việt đang trong quá trình nghiên cứu, tập trung chuẩn hóa hệ thống toàn quốc.

### Cận đại

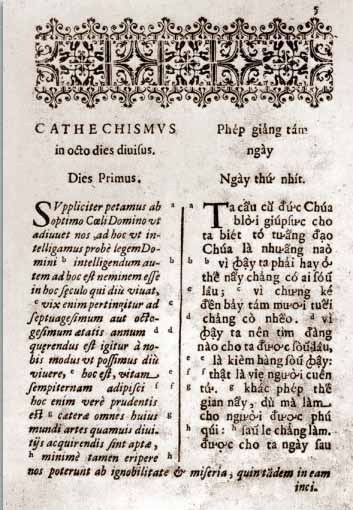
Trang đầu Phép giảng tám ngày in năm 1651 của nhà truyền giáo Alexandre de Rhodes. Bên trái là chữ Latinh, bên phải là chữ Quốc ngữ.

### Hiện đại

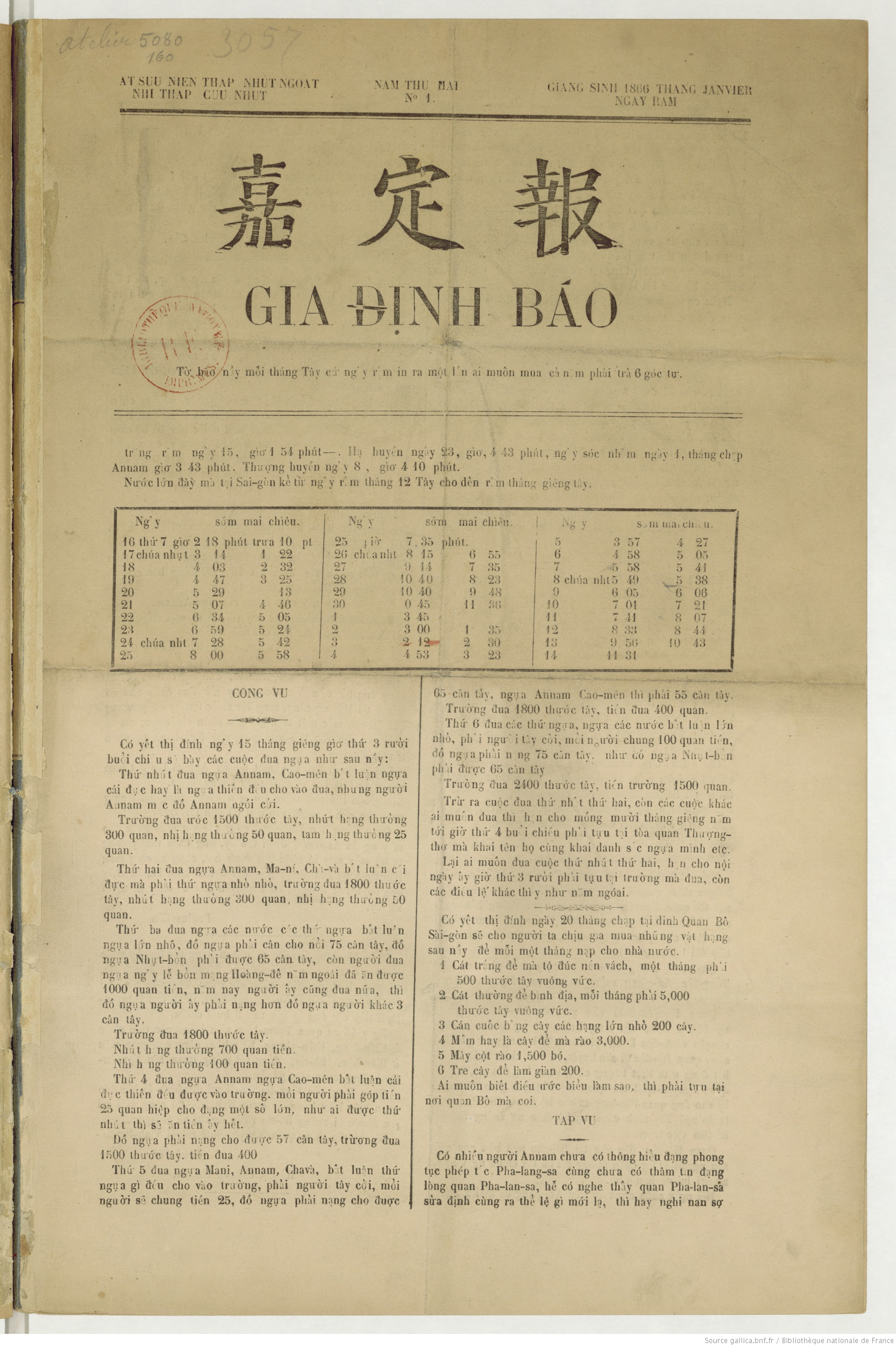
Gia Định báo, tờ báo tiếng Việt đầu tiên dùng chữ Quốc ngữ, ra mắt năm 1865.

### Định vị và tác động

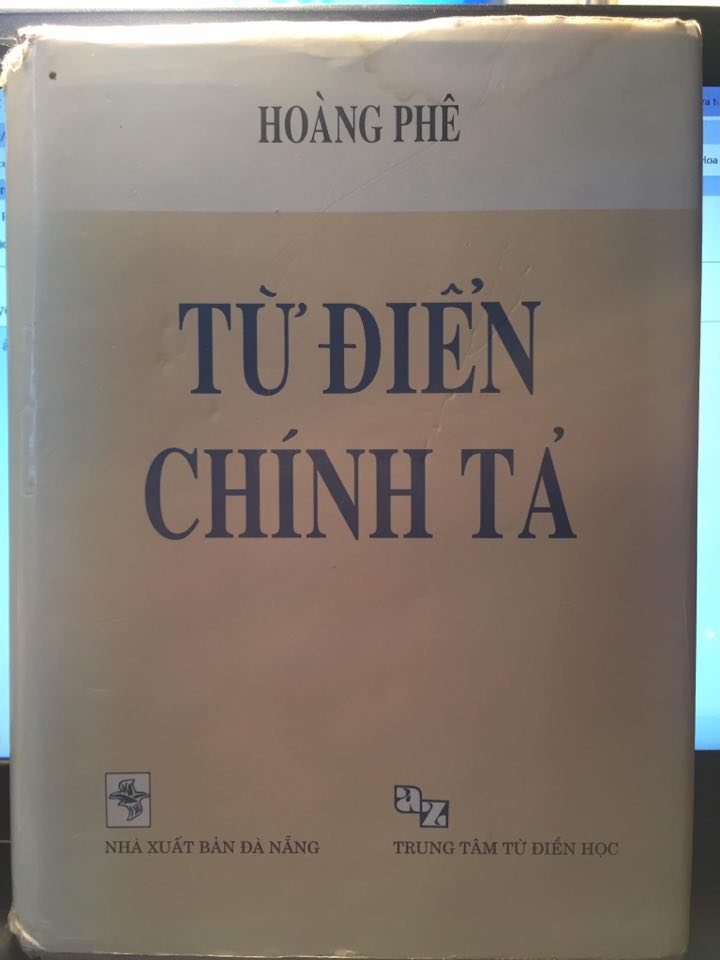
Từ điển chính tả tiếng Việt bản in năm 1995 của Giáo sư Hoàng Phê.

### Chính tả phổ thông

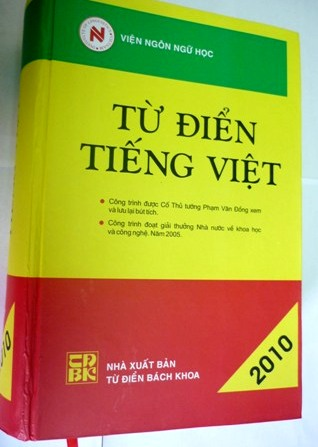
Bìa cuốn Từ điển tiếng Việt tái bản năm 2010. Viện Ngôn ngữ học Việt Nam.

### Chính tả theo trường hợp

Mẫu chữ viết thảo (đưa vào giảng dạy nhưng không ảnh hưởng bắt buộc) để viết chữ Quốc ngữ theo Quyết định số 31/2002 của Bộ Giáo dục và Đào tạo Việt Nam.

## Lịch sử